# George Packer
George Packer (né le 13 août 1960) est un journaliste, écrivain et dramaturge américain. Il est probablement le plus connu pour ses articles publiés dans The New Yorker concernant la politique étrangère des États-Unis et son livre sur le même sujet : The Assassins' Gate: America in Iraq. Plus récemment, il a publié chez Farrar, Strauss and Giroux The Unwinding: An Inner History of the New America, couvrant l'histoire des États-Unis de 1978 à 2012. Ce dernier livre a été couronné du National Book Award en 2013 et a été publié en français en avril 2015 sous le titre L'Amérique défaite. Portraits intimes d'une nation en crise par les éditions Piranha.

## Publications

### Originales en anglais
- The Village of Waiting, Vintage Books, 1988
- The Half Man (1991). Random House  (ISBN 0-394-58192-X)
- Central Square (1998). Graywolf Press  (ISBN 1-55597-277-2)
- Blood of the Liberals (2000). Farrar, Straus and Giroux  (ISBN 0-374-25142-8)
- The Fight is for Democracy: Winning the War of Ideas in America and the World (2003, as editor). Harper Perennial. Pb.  (ISBN 0-06-053249-1)
- The Assassins' Gate: America in Iraq (2005). Farrar, Straus and Giroux 2005  (ISBN 0-374-29963-3)
- Betrayed: A Play (2008). Faber & Faber
- Interesting Times: Writings from a Turbulent Decade (2009).  (ISBN 978-0-374-17572-6)
- The Unwinding: An Inner History of the New America (2013).  (ISBN 978-0-374-10241-8)

### Traduction en français
- L'Amérique défaite : Portraits intimes d'une nation en crise [« The Unwinding: An Inner History of the New America »]  (trad. de l'anglais), Paris, Piranha, 2015, 464 p. (ISBN 978-2-37119-013-9)

## Récompenses
- National Book Award du meilleur essai en 2013 pour The Unwinding: An Inner History of the New America.